# Catch Me If You Can (chanson de Girls' Generation)
Pour les articles homonymes, voir Catch Me If You Can.
Singles de Girls' Generation
Mr.Mr
(2014) Party
(2015)
Catch Me If You Can est une chanson du girl group sud-coréen Girls' Generation. La version coréenne du titre est sortie en version numérique, alors que la version japonaise est sortie le 22 avril 2015 en version physique. Les deux clips vidéos sont mis en ligne le 10 avril 2015 sous SM Entertainment,. C'est la première fois que le groupe sort la version coréenne et japonaise d'un titre en même temps. C'est aussi la première fois que le groupe fait une sortie en tant que groupe de huit membres à la suite du départ de Jessica Jung.

## Performance commerciale
La version coréenne de "Catch Me If You Can" s'est vendu à plus de 135 068 téléchargements numériques. 
La version japonaise débute à la huitième place du Japanese Oricon Singles Chart, vendant plus de 20 835 exemplaires lors de la première semaine de sa sortie. Plus de 23 167 CD ont été vendus au Japon, devenant ainsi le 31e CD single le mieux vendu durant le mois d'avril au Japon.

## Liste des titres
| Téléchargement numérique – Version coréenne | Téléchargement numérique – Version coréenne | Téléchargement numérique – Version coréenne | Téléchargement numérique – Version coréenne                  | Téléchargement numérique – Version coréenne | Téléchargement numérique – Version coréenne | Téléchargement numérique – Version coréenne | Téléchargement numérique – Version coréenne | Téléchargement numérique – Version coréenne | Téléchargement numérique – Version coréenne |
| No                                          | Titre                                       | Auteur                                      | Producteur(s)                                                | Durée                                       |                                             |                                             |                                             |                                             |                                             |
| ------------------------------------------- | ------------------------------------------- | ------------------------------------------- | ------------------------------------------------------------ | ------------------------------------------- | ------------------------------------------- | ------------------------------------------- | ------------------------------------------- | ------------------------------------------- | ------------------------------------------- |
| 1.                                          | Catch Me If You Can                         | Mafly, Choe A-Leum (Jam Factory)            | Erik Lidbom, Jin Choi                                        | 3:45                                        |                                             |                                             |                                             |                                             |                                             |
| 2.                                          | Girls                                       | Lee Seum-Lan                                | Roel De Meulemeester, Guy Balbaert, Stefanie De Meulemeester | 3:56                                        |                                             |                                             |                                             |                                             |                                             |
| 7:41                                        |                                             |                                             |                                                              |                                             |                                             |                                             |                                             |                                             |                                             |

| CD Single / 12" Single / Téléchargement numérique – Version japonaise | CD Single / 12" Single / Téléchargement numérique – Version japonaise | CD Single / 12" Single / Téléchargement numérique – Version japonaise | CD Single / 12" Single / Téléchargement numérique – Version japonaise | CD Single / 12" Single / Téléchargement numérique – Version japonaise | CD Single / 12" Single / Téléchargement numérique – Version japonaise | CD Single / 12" Single / Téléchargement numérique – Version japonaise | CD Single / 12" Single / Téléchargement numérique – Version japonaise | CD Single / 12" Single / Téléchargement numérique – Version japonaise | CD Single / 12" Single / Téléchargement numérique – Version japonaise |
| No                                                                    | Titre                                                                 | Auteur                                                                | Producteur(s)                                                         | Durée                                                                 |                                                                       |                                                                       |                                                                       |                                                                       |                                                                       |
| --------------------------------------------------------------------- | --------------------------------------------------------------------- | --------------------------------------------------------------------- | --------------------------------------------------------------------- | --------------------------------------------------------------------- | --------------------------------------------------------------------- | --------------------------------------------------------------------- | --------------------------------------------------------------------- | --------------------------------------------------------------------- | --------------------------------------------------------------------- |
| 1.                                                                    | Catch Me If You Can                                                   | Junji Ishiwatari, Jeff Miyahara                                       | Erik Lidbom, Jin Choi                                                 | 3:45                                                                  |                                                                       |                                                                       |                                                                       |                                                                       |                                                                       |
| 2.                                                                    | Girls                                                                 | Miwa                                                                  | Roel De Meulemeester, Guy Balbaert, Stefanie De Meulemeester          | 3:56                                                                  |                                                                       |                                                                       |                                                                       |                                                                       |                                                                       |
| 7:41                                                                  |                                                                       |                                                                       |                                                                       |                                                                       |                                                                       |                                                                       |                                                                       |                                                                       |                                                                       |

| CD Single Limited Press Special Package – Version japonaise (bonus track) | CD Single Limited Press Special Package – Version japonaise (bonus track) | CD Single Limited Press Special Package – Version japonaise (bonus track) | CD Single Limited Press Special Package – Version japonaise (bonus track) | CD Single Limited Press Special Package – Version japonaise (bonus track) | CD Single Limited Press Special Package – Version japonaise (bonus track) | CD Single Limited Press Special Package – Version japonaise (bonus track) | CD Single Limited Press Special Package – Version japonaise (bonus track) | CD Single Limited Press Special Package – Version japonaise (bonus track) | CD Single Limited Press Special Package – Version japonaise (bonus track) |
| No                                                                        | Titre                                                                     | Durée                                                                     |                                                                           |                                                                           |                                                                           |                                                                           |                                                                           |                                                                           |                                                                           |
| ------------------------------------------------------------------------- | ------------------------------------------------------------------------- | ------------------------------------------------------------------------- | ------------------------------------------------------------------------- | ------------------------------------------------------------------------- | ------------------------------------------------------------------------- | ------------------------------------------------------------------------- | ------------------------------------------------------------------------- | ------------------------------------------------------------------------- | ------------------------------------------------------------------------- |
| 3.                                                                        | Catch Me If You Can (without vocal track)                                 | 3:45                                                                      |                                                                           |                                                                           |                                                                           |                                                                           |                                                                           |                                                                           |                                                                           |
| 11:26                                                                     |                                                                           |                                                                           |                                                                           |                                                                           |                                                                           |                                                                           |                                                                           |                                                                           |                                                                           |

| 1. | Catch Me If You Can (clip vidéo) | Toshiyuki Suzuki | 4:21 |

## Classement

### Version coréenne
| Classement (2015)                        | Meilleure position |
| ---------------------------------------- | ------------------ |
| Corée du Sud Gaon Singles Chart          | 19                 |
| US World Digital Songs Chart (Billboard) | 2                  |

### Version japonaise
| Classement (2015)                    | Meilleure position |
| ------------------------------------ | ------------------ |
| Japanese Billboard Japan Hot 100     | 9                  |
| Japanese Oricon Weekly Singles Chart | 8                  |
| Taïwan (G-Music)                     | 1                  |

## Historique de sortie
| Pays         | Date          | Format                   | Label                     | Réf.   |
| ------------ | ------------- | ------------------------ | ------------------------- | ------ |
| Monde entier | 10 avril 2015 | Téléchargement numérique | SM Entertainment KT Music | [ 14 ] |
| Japon        | 22 avril 2015 | CD + DVD                 | EMI Universal Music Japan | [ 15 ] |
| Japon        | 22 avril 2015 | Téléchargement numérique | EMI Universal Music Japan | [ 7 ]  |
| Japon        | 5 juin 2015   | 12" single               | EMI Universal Music Japan | [ 16 ] |
| Taïwan       | 2 avril 2015  | CD + DVD                 | Universal Music Taiwan    | [ 17 ] |